# Lachenalia neilii
Lachenalia neilii är en sparrisväxtart som beskrevs av Winsome Fanny 'Buddy' Barker och G.D.Duncan. Lachenalia neilii ingår i släktet Lachenalia och familjen sparrisväxter. Inga underarter finns listade i Catalogue of Life.